# Про дружину, мрію і ще одну...
«Про дружину, мрію і ще одну…» — кінофільм режисера Олександра Поженского, що вийшов на екрани в 2013 році.

## Зміст
9 травня 2013. Побачення. Він і вона. Герої і не підозрюють, що в паралельному світі у них є інше життя. Чудове життя, де вдало склалося те, чого їм так не вистачає сьогодні.

## Ролі
| Актор               | Роль |
| ------------------- | ---- |
| Костянтин Юшкевич   | -    |
| Олександра Куликова | -    |
| Олександр Поженскій | -    |

## Знімальна група
- Режисер — Олександр Поженскій
- Сценарист — Олександр Поженскій
- Продюсер — Олександр Поженскій